# Centrum für Hochschulentwicklung
Das Centrum für Hochschulentwicklung (CHE) wurde 1994 von der Bertelsmann Stiftung und der Hochschulrektorenkonferenz als gemeinnützige GmbH gegründet. Das Centrum arbeitet an Konzepten zur Hochschulreform, als Projektpartner für Hochschulen und Ministerien und als Anbieter von Fortbildungsprogrammen. In Form fallspezifischer Projekte innerhalb von Hochschulen, übergreifenden Studien und Workshops zu aktuellen hochschulpolitischen Themen sowie Publikationen und Rankings zielt es darauf ab, das deutsche Hochschulwesen zu liberalisieren und modernisieren. In der Öffentlichkeit bekannt ist die Einrichtung vor allem durch ihr jährlich veröffentlichtes Hochschulranking.

## Positionen
Das CHE setzt sich nach eigener Auffassung für mehr Autonomie, Vielfalt und Gesellschaftsbezug im deutschen Hochschulsystem ein. Hochschulen sollen demnach im Rahmen staatlicher Rahmenvorgaben zu einem Maximum eigenverantwortlich agieren sowie eigene Strategien entwickeln und verfolgen können. Sie sollen zum Beispiel das Recht haben, ihre Studierenden selbst auszusuchen, ihre interne Organisationsform selbst zu bestimmen und über ihre vom Staat zur Verfügung gestellten Budgets weitgehend frei zu verfügen.

## Organisation
Die Einrichtung wurde am 9. Februar 1994 in Gütersloh von der Bertelsmann Stiftung und der Hochschulrektorenkonferenz als Gemeinnützige GmbH gegründet und nahm am 1. Mai 1994 die Arbeit auf. Die Bertelsmann Stiftung und die Stiftung zur Förderung der Hochschulrektorenkonferenz sind ihre Gesellschafter. Geschäftsführer ist Frank Ziegele (bis 2021 gemeinsam mit Jörg Dräger). Der Jahresetat beträgt etwa 5 Mio. Euro (Stand 2018).
Bei der inhaltlichen Ausrichtung wird das Centrum von einem Beirat beraten. Aktuell (2023) gehören dem Beirat an: Walter Rosenthal, Nina Arnhold, Ralph Heck, Carsten Könneker, Georg Krücken, Anne Lequy, Thomas May und Birgitta Wolff.

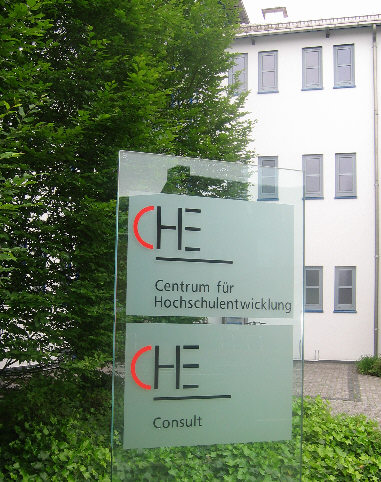
Centrum für Hochschulentwicklung und CHE Consult GmbH, Gütersloh

## CHE Consult GmbH
Als Ausgründung aus dem Centrum für Hochschulentwicklung entstand 2001 die CHE Consult GmbH mit wirtschaftlicher Tätigkeit. Seit 1. November 2012 hat sie ihren Sitz in Berlin, davor residierte sie im gleichen Gebäude wie die gemeinnützige Gesellschaft. Die CHE Consult GmbH sieht ihre Aufgabe in der Beratung von Hochschulen sowie der Durchführung von Projekten für Ministerien und Stiftungen. Geschäftsführer der CHE Cunsult GmbH ist Bernd Klöver.

## Kritik
Kritiker sehen in der Arbeit des CHE das Vorhaben einer neoliberalen Umgestaltung des Hochschulsystems. Das CHE betreibe Lobbyarbeit in Medien, Politik und Gesellschaft, um die Akzeptanz von Studiengebühren und Eliteuniversitäten zu erhöhen. Dabei wird u. a. ein Zusammenhang zwischen der Arbeit des CHE und dem steigenden Einfluss wirtschaftlicher Interessen auf staatliche Bildungseinrichtungen konstatiert, der nicht notwendigerweise im Interesse der Allgemeinheit liege. Als besonders brisant wird die Nähe des CHE zum Bertelsmann-Konzern gesehen. Da das Centrum wesentlich durch die Bertelsmann Stiftung finanziert wird, die Mehrheitseigentümerin der Bertelsmann AG ist, bezweifeln Kritiker die gesellschaftspolitische Neutralität und Uneigennützigkeit der Einrichtung und gehen davon aus, dass die Politik des CHE maßgeblich von Interessen und Vorstellungen des Medienkonzerns geprägt sei. So wurden wesentliche Inhalte des auf eine Entstaatlichung der Hochschulen zielenden NRW-Hochschulfreiheitsgesetzes vom CHE vorformuliert und vom FDP-Bildungsminister Andreas Pinkwart weitgehend inhaltsgleich in den Regierungsentwurf übernommen.
Im Kontext der Debatte um Studiengebühren geriet eine als manipulativ kritisierte Umfrage des CHE in die Kritik, die das Forsa-Institut im Auftrag der Stiftung durchführte. Die Befragten wurden nacheinander nach drei Studiengebührenmodellen gefragt, die sie jeweils befürworten oder ablehnen konnten. Aus der Bevorzugung eines Gebührenmodells durch die befragten Studierenden wurde in einer Presseerklärung des CHE darauf geschlossen, dass eine generelle Zustimmung von Studenten für die Einführung von Studiengebühren bestünde. Die prinzipielle Zustimmung zu Studiengebühren war hingegen nicht abgefragt worden, d. h. die Befragten konnten sich nicht generell gegen Studiengebühren aussprechen. Der freie zusammenschluss von studentInnenschaften forderte daraufhin, die Zusammenarbeit der Hochschulen mit dem CHE einzustellen.
Nicht zuletzt ist das vom CHE erstellte Hochschulranking umstritten. Vergleichskriterien wie Veröffentlichungsleistung oder Urteile der Professoren über die Fachbereiche werden als wenig objektiv kritisiert, die Wahrnehmung der Studenten bekomme zu wenig Gewicht, die an Studenten versandten Fragebögen seien stellenweise suggestiv.
Die Rektorenkonferenz der Schweizer Universitäten unterstützt das Ranking des CHE seit 2007 wegen aus ihrer Sicht gegebenen Mängeln in der Methodik zur Messung der Forschung sowie kulturelle Faktoren nicht mehr. Einzelne Schweizer Hochschulen beteiligen sich weiterhin. Auch die österreichische Vertretung der Hochschulen ruft seit 2008 ihre Hochschulen nicht mehr dazu auf, sich am CHE-Ranking zu beteiligen – einzelne Universitäten sind in verschiedenen Fächern auf eigenen Wunsch weiterhin dabei. Aus Italien beteiligt sich seit 2008 die Freie Universität Bozen mit einzelnen Fächern am CHE Hochschulranking. Studenten der Berliner Alice-Salomon-Fachhochschule beschlossen im Oktober 2007, das Ranking geschlossen zu boykottieren. Im Juli 2009 kündigte der Fachbereich 3 (Sprach-, Literatur- und Medienwissenschaften) der Universität Siegen an, sich mit seinen Fächern nicht mehr am Ranking des CHE zu beteiligen. Als Begründung wird aufgeführt, das Ranking gebe „dem rankenden Privatunternehmen die Möglichkeit, das öffentliche Bildungswesen faktisch zu steuern und es demokratischer Kontrolle zu entziehen.“ Das Ranking fördere die Ungleichheit zwischen Hochschulen. Es fördere „die Entkopplung von Forschung und Lehre und trägt damit zur Demontage der traditionellen Stärken des deutschen Hochschulsystems bei.“ Die Bereitschaft zur Teilnahme nehme in Deutschland ab, zuletzt habe sich die mathematisch-naturwissenschaftliche Fakultät der Universität Kiel daraus verabschiedet. Die Fachbereiche 2 und 8 der Universität Siegen nehmen ebenfalls nicht mehr am Ranking teil. Im Juli 2009 hat der Historikerverband (Verband der Historiker und Historikerinnen Deutschlands, die Standesorganisation der deutschen Geschichtswissenschaft) beschlossen, sich am Ranking des CHE nicht zu beteiligen. Im August 2012 wurde der Beschluss erneuert.
Mitte 2012 rief die Deutsche Gesellschaft für Soziologie ihre Mitglieder aufgrund von „gravierenden methodischen Schwächen und empirischen Lücken“ zum Boykott des CHE-Hochschulrankings auf.
Laut jüngerer Kritik (2018) des Online-Portals Studis_Online werden die Rankings mehr und mehr boykottiert.